# عبد الفتاح البرهان
الفريق أوّل عبد الفتاح البرهان (مواليد 11 يوليو 1960 في قرية قندتو بولاية نهر النيل؛ شمال السودان - )؛ سياسي وعسكري سوداني، يرأس حاليًا المجلس السيادي السوداني، وهو أعلى منصب سياسي في السودان ما بعد نجاح الثورة السودانية، وهو المنصب الذي يقوم مقام رئاسة الدولة ضمن فترة انتقالية جرى الاتفاق عليها بين الأطراف السياسية السودانية. قبل تولي هذا المنصب في أغسطس 2019، كان البرهان رئيسًا فعليًا لدولة السودان بصفته رئيسًا للمجلس العسكري الانتقالي، خلفًا لوزير الدفاع أحمد عوض بن عوف الرئيس السابق للمجلس الذي استقال من منصبه في 12 ابريل 2019، إلا إن ولاية البرهان على المجلس انتهت بحلّه عند تشكيل المجلس السيادي السوداني في 21 أغسطس 2019.
على الصعيد العسكري، تقلّد البرهان مناصب عدّة، منها: المفتش العام للقوات المسلحة السودانية، وهوَ القائد السابق للقوات البرية للجيش السوداني.

## الولادة والنشأة
وُلدَ عبد الفتاح عبد الرحمن البرهان عام 1960 في قرية قندتو بولاية نهر النيل الواقعة شمال السودان لأسرة دينية تُدين بالولاء للطريقة الختمية وهي إحدى الطرق الصوفية في السودان، وتعد الذراع الدينية للحزب الإتحادي الديمقراطي الذي تزعمه محمد عثمان الميرغني.

## الدراسة والتكوين العلمي
درسَ البرهان المرحلة الابتدائية والمتوسطة في مدارس قريته ثمّ انتقلَ في وقتٍ لاحقٍ إلى مدينة شندي ليُكملَ دراسته الثانوية، قبل أن ينضم للكلية الحربية السودانية ضمنَ ضُباط الدفعة وتخرج فيها، وانتدب لدورات تدريبية في مصر والأردن حتى عام 2018.31.

## المسيرة العسكريّة
عقبَ تخرجه من الكلية الحربية؛ عمل عبد الفتاح في العاصمة الخرطوم ضمنَ وحدات الجيش السوداني فضلًا عن مُشاركتهِ في جبهات القتال في حرب دارفور وكذا في جنوب السودان ومناطق أخرى. سافرَ فيما بعد إلى مصر ومن ثم إلى الأردن لتلقي دورات تدريبيّة في مجاله العسكري إلى أن عُيّن عام 2018 قائدًا للقوات البريّة للجيش.
شغلَ عبد الفتاح البرهان عدة مناصب طيلة مسيرتهِ المهنيّة حيثُ بدأ كضابط رفقة قوات حرس الحدود ثمّ صار قائدًا لهذا الحرس فيما بعد قبل أن يصيرَ نائبًا لرئيس أركان عمليات القوات البرية ثم رئيس أركان القوات في الجيش السوداني وذلكَ في فبراير/شباط 2018 قبل أن يشغلَ منصبَ المفتش العام للجيش لفترةٍ من الزمن. بحلول 26 شباط/فبراير من عام 2019 وإبان الاحتجاجات العارمة التي عمّت البلاد والتي طالبت بإسقاط نظام عمر البشير؛ رَقّى هذا الأخير عبد الفتاح برهان من رتبة الفريق الركن إلى رتبة الفريق أول.

### حرب اليمن
أشرفَ البرهان على القوات السودانية في اليمن وذلك ضمنَ التحالف العربي الذي تقودهُ المملكة العربيّة السعودية منذُ عام 2015.

### رئاسة المجلس الانتقالي
بحلول 12 نيسان/أبريل من عام 2019؛ وبعد رفضِ الشعب السوداني للسياسي والعسكري أحمد عوض بن عوف رئيسًا للمجلس العسكري الانتقالي عقبَ إعلان هذا الأخير تنحيّة الرئيس السابق عُمر البشير قبل يومٍ واحد؛ عُيّن عبد الفتاح البرهان رئيسًا جديدًا للمجلس الانتقالي من قِبل عوض بن عوف نفسه الذي قالَ في خطاب بثّه التلفزيون الرسمي: «أُعلن أنا رئيس المجلس العسكري الانتقالي التنازل عن هذا المنصب واختيار من أثق في خبرته وجدارته بأن يصل بالسفينة إلى بر الأمان وبعد التفاكر والتشاور أعلنُ عنِ اختيار الفريق أول عبد الفتاح البرهان عبد الرحمن ليخلفني في رئاسة المجلس العسكري الانتقالي.»

#### مجزرة القيادة العامة
في أوائل حزيران/يونيو 2019؛ قامت قوات الأمن وقوات الدعم السريع – بما في ذلك ميليشيات الجنجويد بفض الاعتصام حول مقر القيادة العامة في الخرطوم، فيما عرفت لاحقًا بمجزرة الخرطوم، التي يصعب تحديد عدد ضحاياها، وقيل أنه قد قُتل فيها العشرات من المتظاهرين بل وأُلقيت حوالي أربعين جثة في نهر النيل فيما زُعِم أن تلك الميليشيات كانت وراء تعذيب واغتصاب العشرات في شوارع الخرطوم.

#### قطع الإنترنت
أدانت العديد من المنظمات الحقوقيّة بما فيها هيومن رايتس ووتش المجلس العسكري السوداني بقيادة البرهان لقطعهِ الإنترنت عن الشعبِ السوداني. في السياق ذاته؛ قالَ متحدثٌ باسم شمس الدين كباشي بأنه «سيتمُّ قطعُ الإنترنت لفترةٍ طويلةٍ لأنها تمثل تهديدًا للأمن القومي.» وصفت هيومن رايتس ووتش هذه الخطوة بأنها انتهاكٌ صارخٌ لحقوق الإنسان؛ فيما هاجمت وسائل الإعلام الدوليّة المجلس العسكري بعد هذه الخطورة مُعتبرةً ذلك علامة على العودة للديكتاتورية. يعتقدُ الكثير من النشطاء والثوار أن قطع النت على كاملِ السودان كانت محاولة من المجلس العسكري لإخفاءِ ما قامت وتقوم به ميليشيات الدعم السريع الارهابية من انتهاكاتٍ في حقّ المتظاهرين السلميين.

#### مفاوضات الحكومة المدنية
طالبَ العديد من المتظاهرين بتشكيلِ حكومة مدنية؛ وفي يوم السبت الموافق للثالث عشر من نيسان/أبريل 2019 أعلن عبد الفتاح البرهان عن اقترابِ تشكيلِ حكومة مدنية واعدًا بأنَّ الفترة الانتقالية ستستغرقُ عامين كحدٍ أقصى.
بدأت المفاوضات مع زعماء المعارضة وقادة الثورة من أجلِ التوصل لحلٍ فيما يخصُّ الحكومة المدنيّة؛ وبحلول آب/أغسطس ظهر ما عُرف بـ «الإعلان الدستوري» للعلن والذي قيل إنّه يؤسّس لنظام برلمان بالبلاد ومن ثمّ حكومة مدنية تهدفُ إلى إصلاح الدولة وإنشاء آليات وضع الدستور وإصلاح القوات المسلحة وتحسين الأوضاع الاقتصادية.